# Zarzeczany (rejon świsłocki)
Zarzeczany, Zareczany (biał. Зарэчаны; ros. Заречаны) – wieś na Białorusi, w obwodzie grodzieńskim, w rejonie świsłockim, w sielsowiecie Niezbodzicze.
W dwudziestoleciu międzywojennym leżały w Polsce, w województwie białostockim, w powiecie wołkowyskim, w gminie Jałówka. 16 października 1933 utworzyły gromadę Zareczany w gminie Jałówka. Po II wojnie światowej weszła w struktury ZSRR.